# Allgenia kornoeensis
Allgenia kornoeensis är en rundmaskart som först beskrevs av Allgen 1929.  Allgenia kornoeensis ingår i släktet Allgenia och familjen Linhomoeidae. Arten är reproducerande i Sverige. Inga underarter finns listade i Catalogue of Life.